# Piffione
Piffione (Pifiù in dialetto bresciano) è una frazione del comune italiano di Borgosatollo, in provincia di Brescia, nella regione Lombardia. Il nome etimologico di Piffione significherebbe piccola terra sperduta ed insignificante.
Piffione insieme a Gerole è una delle due frazioni riconosciute dal comune di Borgosatollo.
La frazione confina a nord con il Parco delle Cave di Brescia con il quale si prevede una futura integrazione.

## Storia
Il nucleo abitato sorge sulla strada provinciale 23 Borgosatollo - Montirone a circa 8 km dal capoluogo cittadino.
La posizione storica della frazione è attestata da alcune mappe storiche sin dal Seicento.
In origine era composto da un primo nucleo di edifici che sorgevano lungo la direttrice che portava a Brescia.
Composto dalla chiesetta di San Michele e dall'adiacente complesso del palazzo Modonesi a sud, e dal complesso a corte posto all'attuale civico 16 con torre colombaia. Staccato da questo primo nucleo si trova più a nord e costeggiata dal canale naviglio la cascina Venezia, che dà il nome all'omonima località.
In origine la strada principale all'altezza della cascina Venezia proseguiva dritta arrivando all'allora comune di Sant'Alessandro.
Successivamente con la costruzione dell'autostrada venne costruita l'attuale strada che porta verso San Zeno Naviglio e successivamente a Brescia.
Il fulcro di questo abitato era sicuramente il complesso Modonesi, fabbricato dell'XVIII secolo e composto da più corti. Esso dava vita ad un sistema agricolo che gestiva tutti i terreni posti a nord di Borgosatollo.

## Cultura e tradizioni
Questa frazione è inoltre nota per essere citata in un famoso detto bresciano.
"Ma va a Pifiù a ferà i óch col martilì de paja!"
Che sarebbe: "Ma vai a Piffione a ferrare le oche con il martello di paglia!"
Eufemismo inventato dai borgosatollesi per mandare un seccatore a quel paese. Al tempo infatti il borgo di Piffione era visto dall'immaginario della comunità locale come un posto lontano e desolato.
L'espressione prende inoltre spunto da un'antica usanza contadina, fortunatamente in disuso che consisteva nell'inchiodare al suolo le palme dei piedi delle oche affinché non si muovessero, favorendo così un più veloce aumento del peso corporeo.
Usare Piffione come idea di luogo lontano ha fatto sì che il nome di questa frazione venisse citato in detti e canzoni tra cui una canzone del cantante bresciano Charlie Cinelli:
(Da Maria di Charlie Cinelli)
Citato anche da Italian Farmer
(Da L'Ufo de Campagnà  di Dellino Farmer)
Nel 2014 il cantante bresciano Piergiorgio Cinelli ha dedicato una canzone alla frazione, nella quale spiega cantando il famoso detto e dell'incredulità che questo posto esista.

## Monumenti e luoghi d'interesse

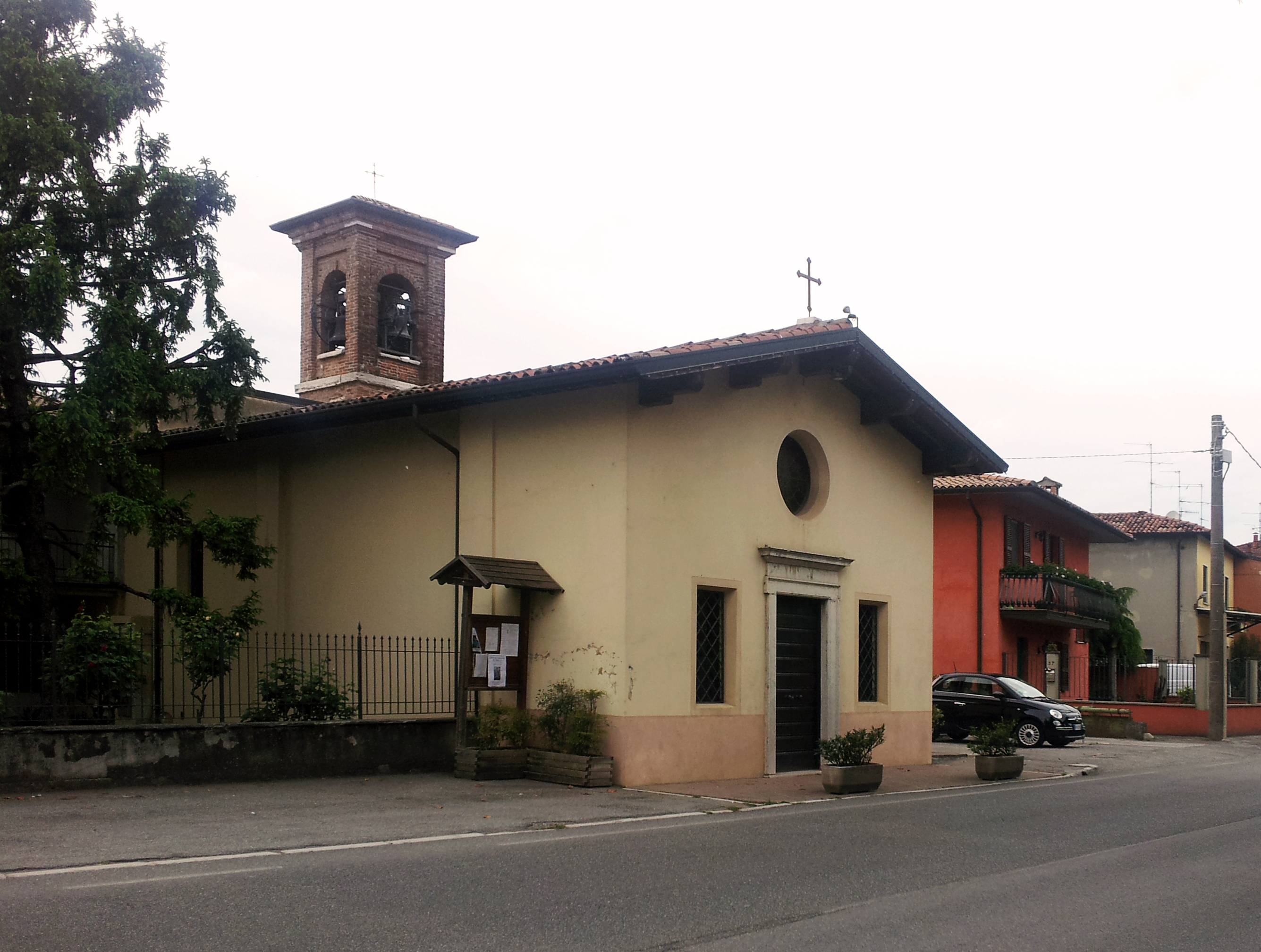
Chiesa di San Michele

### Chiesa di San Michele Arcangelo
- Piccola chiesetta che sorge al centro del borgo di Piffione lungo la strada che collega Borgosatollo con il capoluogo provinciale. Dedicata a San Michele Arcangelo è di rilevante importanza storica in quanto si presume di fondazione longobarda.[8]

### Palazzo Modonesi
- Il Palazzo Modonesi[9] fa parte di un complesso architettonico edificato intorno al XVIII sec. all'interno dell'antico borgo di Piffione, a nord del centro abitato, sulla strada che porta a Brescia. Originariamente edificio agricolo, col tempo si è arricchito di numerosi parti andando a formare un complesso edilizio di valore architettonico.

### Complesso di via Brescia 16
- Complesso a corte sorge a est della direttrice che passa all'interno del borgo di Piffione, composto da più parti tra cui una torre colombaia di modesta altezza.

## Ambiente e paesaggio

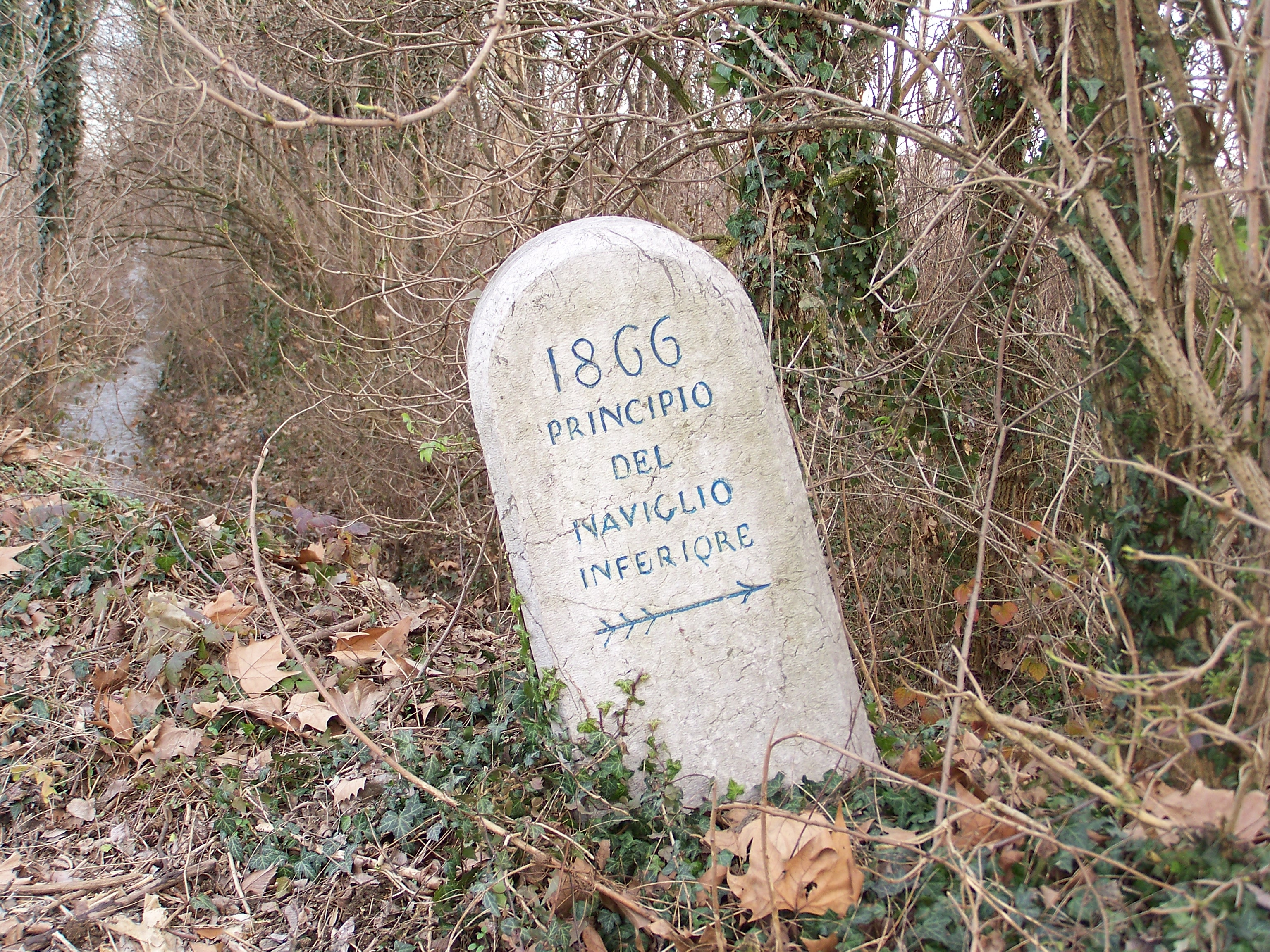
Cippo che segnala l'inizio del naviglio inferiore nella frazione di Piffione al confine con il comune di San Zeno.

Come il resto del territorio di Borgosatollo anche il paesaggio di Piffione è caratterizzato da canali, rogge e risorgive. La più importante è la roggia Piffiona che da questo borgo prende il nome.
Un tempo caratterizzato dalla coltivazione della vite, ne rimangono tutt'oggi pochi filari. Interessante la tipologia usata per la coltivazione: era infatti la cosiddetta piantata padana, ossia l'uso di alberi come noci o gelsi come sostegno vivo ai filari della vite.
Il territorio di Piffione è lambito dal naviglio di Brescia, che dalla località di Chioderolo presso S. Polo passa per la località Venezia a Borgosatollo prendendo il nome di Naviglio Cerca e origina la roggia Avogadra (detta Molinera) le cui acque di supero si riversano nel Naviglio inferiore presso San Zeno.
L'inizio del Naviglio Inferiore è testimoniato da un ceppo in pietra posto il 1º luglio 1866 in località Bargnana nella frazione di Piffione riportante le scritte:
- "Inizio Naviglio Inferiore" nella facciata a sera
- "Termine Naviglio Grande Bresciano" nella facciata a mattina.